# Amphoe Mueang Pattani

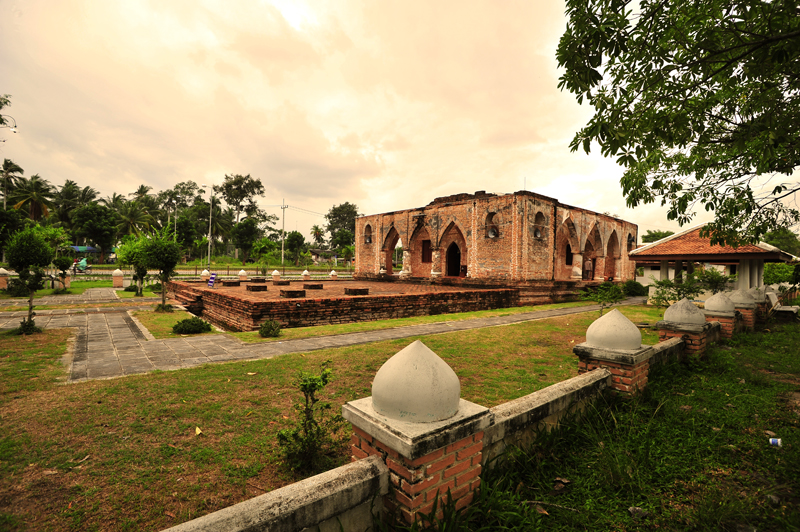
Krue-Se-Moschee, Tambon Tanyong Lulo

Amphoe Mueang Pattani (thailändisch อำเภอเมืองปัตตานี) ist der zentrale Landkreis (Amphoe – Verwaltungs-Distrikt) in der Provinz Pattani. Die Provinz Pattani liegt im Südosten der Südregion von Thailand am Golf von Thailand.
Pattani heißt die Hauptstadt des Landkreises Mueang Pattani, sie ist auch gleichzeitig die Hauptstadt der Provinz Pattani.

## Geographie
Benachbarte Landkreise und Gebiete sind (von Osten im Uhrzeigersinn): die Amphoe Yaring, Yarang und  Nong Chik. Alle Amphoe liegen in der Provinz Pattani. Nach Norden liegt der Golf von Thailand.
Die Haupt-Wasserressource des Kreises ist der Maenam Pattani (Pattani-Fluss, auch kurz „Maenam Tani“ – Tani-Fluss genannt).

## Geschichte
Das Gebiet des Kreises war das Zentrum des Königreiches Pattani. Während der Regierungszeit von König Phutthaloetla (Rama II.) wurde auf dessen Geheiß das Königreich Pattani in sieben Stadtstaaten (Müang) eingeteilt, um die Macht des oft rebellischen Sultans von Pattani zu brechen. Die Mueang waren Pattani, Yaha, Yaring, Nong Chik, Ra-ngae, Raman und Sai Buri. Pattani wurde im Jahr 1901 offiziell zu einem Distrikt ernannt. Als 1906 König Chulalongkorn (Rama V.) im Zuge seiner Thesaphiban-Verwaltungsreform die Monthon einführte, war Pattani der zentrale Distrikt des Monthon Pattani.
In der über zweihundert Jahre alten Krue-Se-Moschee verschanzten sich im April 2004 32 mutmaßliche Rebellen. Bei der Stürmung des historischen Gotteshauses durch thailändische Truppen wurden sie alle erschossen. Das Ereignis trug zu einer Verschärfung des Konflikts zwischen Staat und Separatisten in Südthailand bei.

## Ausbildung
Im Amphoe Mueang Pattani befindet sich ein Nebencampus der Prince of Songkla-Universität.

## Verwaltung

### Provinzverwaltung
Amphoe Mueang Pattani ist in 13 Unterbezirke (Tambon) eingeteilt, welche weiter in 66 Dorfgemeinschaften (Muban) unterteilt sind.
| Nr. | Name          | Thai      | Muban | Einw.  |
| --- | ------------- | --------- | ----- | ------ |
| 01. | Sabarang      | สะบารัง    | 0-    | 24.915 |
| 02. | Anoru         | อาเนาะรู   | 0-    | 10.891 |
| 03. | Chabang Tiko  | จะบังติกอ   | 0-    | 08.003 |
| 04. | Bana          | บานา      | 11    | 19.865 |
| 05. | Tanyong Lulo  | ตันหยงลุโละ | 03    | 06.471 |
| 06. | Khlong Maning | คลองมานิง  | 04    | 03.409 |
| 07. | Kamiyo        | กะมิยอ     | 07    | 04.559 |
| 08. | Barahom       | บาราโหม   | 03    | 02.992 |
| 09. | Paka Harang   | ปะกาฮะรัง  | 08    | 05.402 |
| 10. | Rusa Milae    | รูสะมิแล    | 06    | 17.815 |
| 11. | Talubo        | ตะลุโบะ    | 09    | 07.257 |
| 12. | Baraho        | บาราเฮาะ  | 08    | 07.141 |
| 13. | Puyut         | ปุยุด       | 07    | 06.911 |

### Lokalverwaltung
Pattani (เทศบาลเมืองปัตตานี) ist eine Stadt (Thesaban Mueang) im Landkreis, sie besteht aus den gesamten Tambon Sabarang, Anoru und Chabang Tiko.
Rusa Milae (เทศบาลตำบลรูสะมิแล) ist eine Kleinstadt (Thesaban Tambon) im Landkreis, sie besteht aus dem ganzen Tambon Rusa Milae.
Außerdem gibt es neun „Tambon-Verwaltungsorganisationen“ (TAO, องค์การบริหารส่วนตำบล) für die Tambon im Landkreis, die zu keiner Stadt gehören.